# 크테노클라두스과
크테노클라두스과(Ctenocladaceae)는 갈파래강 갈파래목에 속하는 녹조류과의 하나이다. 3속 5종으로 이루어져 있다.

## 하위 속
- 크테노클라두스속 (Ctenocladus) - 유일종 크테노클라두스 키르킨나투스 (C. circinnatus)
- 프세우도플레우로콕쿠스속 (Pseudopleurococcus) - 3종
- 스퐁기오플라스티디움속 (Spongioplastidium) - 유일종 S. proliferum